# Пост-Оук-Бенд-Сіті (Техас)
Пост-Оук-Бенд-Сіті (англ. Post Oak Bend City) — місто (англ. town) в США, в окрузі Кофман штату Техас. Населення — 683 особи (2020).

## Географія
Пост-Оук-Бенд-Сіті розташований за координатами 32°37′59″ пн. ш. 96°19′6″ зх. д. / 32.63306° пн. ш. 96.31833° зх. д. (32.632926, -96.318261).  За даними Бюро перепису населення США в 2010 році місто мало площу 5,32 км², з яких 5,31 км² — суходіл та 0,01 км² — водойми.

## Демографія
Згідно з переписом 2010 року, у місті мешкало 595 осіб у 221 домогосподарстві у складі 182 родин. Густота населення становила 112 осіб/км².  Було 235 помешкань (44/км²).
Расовий склад населення:
| - 91,3 % — білих - 1,3 % — чорних або афроамериканців - 1,0 % — азіатів - 0,7 % — корінних американців - 3,5 % — осіб інших рас |

До двох чи більше рас належало 2,2 %. Частка іспаномовних становила 7,1 % від усіх жителів.
За віковим діапазоном населення розподілялося таким чином: 23,0 % — особи молодші 18 років, 65,2 % — особи у віці 18—64 років, 11,8 % — особи у віці 65 років та старші. Медіана віку мешканця становила 45,1 року. На 100 осіб жіночої статі у місті припадало 94,4 чоловіків;  на 100 жінок у віці від 18 років та старших — 97,4 чоловіків також старших 18 років.
Середній дохід на одне домашнє господарство  становив 104 469 доларів США (медіана — 80 938), а середній дохід на одну сім'ю — 114 229 доларів (медіана — 86 625). Медіана доходів становила 53 404 долари для чоловіків та 73 750 доларів для жінок. За межею бідності перебувало 1,6 % осіб, у тому числі 0,0 % дітей у віці до 18 років та 4,0 % осіб у віці 65 років та старших.
Цивільне працевлаштоване населення становило 402 особи. Основні галузі зайнятості: освіта, охорона здоров'я та соціальна допомога — 29,4 %, будівництво — 16,9 %, науковці, спеціалісти, менеджери — 10,4 %, роздрібна торгівля — 9,5 %.